# Josef Suk (compositor)
Josef Suk (Krečovice, 4 de janeiro de 1874 - Benešov, 29 de maio de 1935) foi um compositor e violinista tcheco. Ele estudou com Antonín Dvořák, com quem se casou com a filha.
O estilo musical de Suk começou com uma forte influência de seu mentor, Dvořák. A maior mudança no estilo de Suk veio depois que ele chegou a um "beco sem saída" em seu estilo musical inicial (a música desempenhava um papel menor na vida de Suk fora de sua escola), pouco antes de ele iniciar uma mudança estilística durante 1897-1905, talvez percebendo que a forte influência de Dvořák limitaria seu trabalho. morbidez sempre foi um grande fator na música de Suk. Por exemplo, ele escreveu sua própria marcha fúnebre em 1889 e ela também aparece significativamente em uma obra importante, a "sinfonia fúnebre" Asrael, op. 27. Amadurecimento, um poema sinfônico, foi também uma história de dor e questionamento do valor da vida. Outros trabalhos, no entanto - como a música que ele definido para Julius Zeyer o drama 's Radúz um Mahulena - exibir sua felicidade, que ele creditado ao seu casamento com Otilie. Outra obra de Suk, Pohádka (conto de fadas), foi extraída de seu trabalho com Radúz a Mahulena. O mais próximo que Suk chegou da ópera foi em sua música incidental para a peça Pod jabloní (Beneath the Apple Tree).
A maioria dos papéis de Suk são mantidos em Praga. Há também um novo catálogo das obras de Suk que contém mais manuscritos do que qualquer anterior, alguns deles também contendo esboços de Suk.
Suk disse de si mesmo: "Não me curvo a ninguém, exceto à minha própria consciência e à nossa nobre Lady Music... e, ao mesmo tempo, sei que assim sirvo meu país e louvo as grandes pessoas do período de nossa o despertar que nos ensinou a amar nosso país."

## Trabalhos

### Trabalhos orquestrados[6]
Sinfonias
- Sinfonia em Mi maior, op. 14 (1897–1899), 3º movimento arr. Como: Bagatela (Bagatelle) para solo de piano, sem opus (1898)
- Asrael - Sinfonia em dó menor op.27 (Em memória de Antonín Dvořák e sua filha, minha esposa Ottilie ), em 5 movimentos (1905/06)

Outras obras orquestrais
- Fantasia em Ré menor para orquestra de cordas, sem opus (1888)
- Smuteční pochod (Marcha fúnebre) em dó menor para orquestra de cordas, sem opus (1889, rev. 1934)
- Dramatická ouvertura (Abertura Dramática) em Lá menor op.4 (1891/92)
- Serenáda (Serenata) em Mi bemol maior para orquestra de cordas op.6 (1892)
- Pohádka zimního večera (Conto de uma noite de inverno) - Abertura após Shakespeare op.9 ( 1894, rev. 1926)
- Ve stínu lípy (À sombra da tília) - Poema sinfônico (inacabado) (1896)
- Pohádka (A Fairy Tale) - Suíte op.16 ( 1899/1900 ), arr.from : Radúz a Mahulena (Radúz e Mahulena) - música incidental op.13 (1897/98)
- Fantastické scherzo (Fantastic Scherzo) op.25 (1903)
- Praga - poema sinfônico op.26 (1904)
- Pohádka léta (A Summer Tale) - Poema Sinfônico op. 29 (1907–1909)
- Meditace na staročeský chorál "Svatý Václave" (meditação sobre um antigo coral checo "São Venceslau") para orquestra de cordas / quarteto de cordas op. 35 a (1914)
- Zrání (The Ripe of Life) - Poema sinfônico para coro feminino (sem texto) e orquestra op. 34 (1912–1917)
- Legenda o mrtvých vítimasězích (Lenda dos Vítores Mortos) - Peça em memória, op.35 b (1919/20)
- V nový život (Into a New Life) - Sokol March op. 35 c (1919/20), arr. Como a mesma obra para piano a 4 mãos, sem opus (1919). Este trabalho foi premiado com a medalha de prata na competição olímpica de arte de 1932.
- Pod Blaníkem (Sob o Blaník) - Março sem opus (19 ??), arr. por J. Kalas como a mesma obra para piano solo, sem opus (1932)

### Peças de concerto[6]
- Fantasia para violino e orquestra op.24 (1902/03)

### Piano[6]
- Sonata em dó maior, sem opus (1883)
- Abertura, sem opus (1884/85)
- Ciclo Jindřichohradecký (Jindřichův Hradec-Suite), sem opus (1886/87)
- Polonaise, sem opus (1886/87)
- Peça sem nome em Si bemol maior, sem opus (1886/87)
- Peça sem nome em Sol maior, sem opus (1886/87)
- Fuga ( articulação ) dó menor sem opus (1888)
- Fuga (articulação) Dó menor sem opus (1890), arr. da mesma obra para quarteto de cordas, sem opus (1890)
- Tři písně beze slov (Três canções sem palavras), sem opus (1891)
- Fantasy Polonaise op.5 (1892)
- Klavírní skladby ((seis) peças para piano) op. 7 (1891-1893)
- Capriccietto em Sol maior, sem opus (1893)
- Humoreska, sem opus (1894)
- Nálady (Moods) - Cinco peças op.10 (1895)
- Lístek do památníku ( folha do álbum ), sem opus (1895)
- Klavírní skladby ((Oito) Peças para Piano) op.12 (1895/96)
- Sonatina em Sol menor, Op. 13 (1897), rev. como: Suite em Sol maior op. 21 (1900)
- Vesnická serenáda (Village Serenade), sem opus (1897)
- Bagatela (Bagatelle), sem opus (1898), arr. do 3º movimento da Sinfonia em Mi maior para orquestra op. 14 (1897-1899)
- Suita (Suite) em Sol maior op. 21 (1900), Rev. de Sonatine em Sol menor op. 13 (1897)
- Jaro (Primavera) - Cinco peças, op.22 a (1902)
- Letní dojmy (Impressões de verão) - Três peças op.22 b (1902)
- O matince (Sobre a pequena mãe) - Cinco peças op.28 (1907)
- Životem a snem (Experiente e Sonhado ) - Dez Peças, Op. 30 (1909)
- Psina španělská (piada espanhola), sem opus (1909)
- Ukolébavky ( canções de ninar ) - Six Pieces op.33 (1910–1912)
- V nový život (Em uma nova vida) - Marcha para piano a 4 mãos, sem opus (1919), arr. da mesma obra para orquestra op.35 c (1919/20)
- O přátelství (On Friendship) op.36 (1920)
- Pod Blaníkem (Unter dem Blaník) - Março, sem opus (1932), arr. Por J. Kalas como uma obra igual para orquestra, sem opus (19 ??)

### Música de câmara[6]
Quartetos de cordas
- Fantasia em Ré menor para quarteto de cordas (e piano ad lib.), Sem opus (1888)
- Quarteto de cordas em ré menor, sem opus (1888)
- Balada (balada) em ré menor para quarteto de cordas, sem opus (1890)
- Fuga (articulação) dó menor para corda sem opus (1890), arr. da mesma obra para piano solo, sem opus (1890)
- Quarteto de cordas em si bemol maior op.11 (1896), último movimento rev. como um movimento de quarteto independente para quarteto de cordas, sem opus (1915)
- Quarteto de cordas em Ré bemol maior op.31, 1 movimento (1911)
- Meditace na staročeský chorál "Svatý Václave" (Meditação sobre o antigo coral checo "São Venceslau") para quarteto de cordas / orquestra de cordas op. 35 a (1914)
- Movimento de quarteto, sem opus (1915), revisão do último movimento do quarteto de cordas em si bemol maior, op.11 (1896)

Outra música de câmara
- Polca em Sol maior para violino solo, sem opus (1882)
- Fantasia em Ré menor para quarteto de cordas e piano (ad lib.), Sem opus (1888)
- Trio de piano em dó menor, op. 2 (1889, rev. 1890/91)
- Balada (Balada) em Ré menor para violoncelo e piano op.3, no.1 (1890)
- Balada (Balada) em Ré menor para violino e piano, sem opus (1890)
- Serenata em Lá maior para violoncelo e piano op.3, no.2 (189?)
- Quarteto de piano em lá menor, Op. 1 (1891)
- Quinteto para piano em sol menor, op. 8 (1893)
- Melodia para 2 violinos, sem opus (1893)
- Čtyři skladby (Quatro peças) para violino e piano op. 17 (1900)
- Elegia - Pod dojmem Zeyerova Vyšehradu (sob a impressão de Vyšehrad de Zeyer) para violino, violoncelo, quarteto de cordas, harmônio e harpa op.23, arr. Como elegia para trio de piano op.23 (1902)
- Bagatela (Bagatelle) - S Kyticí v Ruce (Carregando um buquê) para flauta / violino e piano, sem opus (1917)
- Sousedská para 5 violinos, contrabaixo, pratos, triângulo, bateria grande e pequena, sem opus (1935)

### Músicas
- Hory, doly, samý květ (Em plena floração sobre montanhas e vales) para voz e piano, sem opus (1890, perdido)
- Noc byla krásná (A noite estava linda) para voz e piano, sem opus (1891)
- Ukolébavka (Lullaby) para voz infantil e piano, sem opus (1891)
- Oh, você seria meu para voz e piano, sem opus (1892, incompleto)
- Mé ženě (Para minha esposa) para voz e piano, sem opus (1902)
- Dvě písně (Duas canções) para voz e piano, sem opus (1 ???)

### Trabalhos de coral[6]
Trabalha para coro a capela (e instrumentos)
- Křečovická mše (Missa de Krecovice) em Si bemol maior para coro misto de quatro vozes, cordas e órgão, sem opus (1888/89, rev. 19 ??)
- Nechte cizí, mluvte vlastní řečí ( fale sua própria língua e não uma língua estrangeira) para coro masculino de quatro vozes a cappella, sem opus (1896)
- Deset zpěvů (Ten Chants) para coro feminino de três vozes e piano para quatro mãos op.15 (1899)
- Čtyři zpěvy (Four Chants) para coro masculino de quatro vozes a cappella op.18 (1900)
- Tři zpěvy (Três cantos) para coro misto em quatro vozes e piano ad lib. op. 19 (1900)
- Mužské sbory (coros masculinos) para coro masculino de quatro vozes a cappella, op.32 (1911/12)
- O Štedrém dni ( próximo ao dia de Natal) para coro bipartido e violino, sem opus (1924)
- Hospodin jest muj pastýr (O Senhor é meu pastor) para um coro a capela, sem opus (1 ???, incompleto)

Trabalha para solos, coro e orquestra
- Pod jabloní (Debaixo da Macieira) - Suíte em 5 fotos para alto, coro misto quadripartido e orquestra, sem opus (1911/12), arr. da mesma música incidental op.20 (1900/01)
- Epílogo - Obra sinfônica para soprano, barítono, baixo, pequeno coro misto, grande coro misto e orquestra op. 37 (1920–1929, rev. 1929–1933)

### Trabalhos de palco[6]
Música de palco
- Radúz a Mahulena (Radúz e Mahulena) - melodrama cênico em 4 atos para alto, tenor, locutor, quatro. coro misto e orquestra op.13 (1897/98, rev. 1912), dele: Pohádka (Um conto de fadas) - Suite para orquestra op.16 (1899/1900)
- Pod jabloní (Sob a Macieira) - música incidental para alto, alto-falante, coro misto quadripartido, órgão e orquestra op. 20 (1900/01, rev. 1911 e 1915), dele a mesma suíte para alto, coro misto e orquestra, sem opus (1911/12)